# Jermaine (album, 1980)
Pour les articles homonymes, voir Jermaine (homonymie).
Albums de Jermaine Jackson
Let's Get Serious
(1980) I Like Your Style (en)
(1981)
Singles
1. Little Girl Don't You Worry
Sortie : octobre 1980
2. You Like Me Don't You
Sortie : janvier 1981

Jermaine est le septième album studio du chanteur américain Jermaine Jackson. Il est sorti le 19 octobre 1980 chez Motown, après le succès de Let's Get Serious, sorti sept mois plus tôt.
L'album atteint la 50e place du classement des albums Billboard 200 et la 17e place du Top Soul Albums,. Deux singles sont extraits de l'album, You Like Me Don't You et  Little Girl (Don't You Worry), qui se sont classés dans le top 20 du classement Hot Soul Singles aux États-Unis.

## Liste des titres
| 1. | The Pieces Fit              | - Jermaine Jackson - Paul Jackson Jr. - Angelo Bond | 5:22 |
| 2. | You Like Me Don't You       | J. Jackson                                          | 5:00 |
| 3. | Little Girl Don't You Worry | - J. Jackson - Jackson Jr.                          | 4:48 |
| 4. | All Because of You          | - J. Jackson - Bond                                 | 4:43 |
| 5. | You've Changed (Interlude)  | J. Jackson                                          | 1:52 |

| 1. | First You Laugh, Then You Cry | - J. Jackson - Chris Clark                       | 4:52 |
| 2. | I Miss You So                 | - Jimmie Henderson - Bertha Scott - Sid Robin    | 2:46 |
| 3. | Can I Change My Mind          | - Barry Despenza - Carl Wolfolk                  | 3:30 |
| 4. | Beautiful Morning             | - J. Jackson - Hazel G. Jackson - Eddie Fluellen | 5:14 |

## Crédits
- Jermaine Jackson – chant, basse, piano, Fender Rhodes, percussion, guitares, synthétiseurs
- Herbie Hancock, David Benoit (en), Clarence McDonald (en), Eddie Fluellen, Michael Lang, Reginald Burke – claviers
- Paul Jackson, Jr., Charles Fearing – guitares
- David Williams (en), Nathan East – basse
- John McClain – sitar
- Gregory Williams – bugle
- Ollie E. Brown (en) – batterie
- Stevie Wonder – harmonica sur You Like Me Don't You et I Miss You So (non crédité)

Technique
- Johnny Lee – direction artistique
- Ginny Livingston – conception
- Matthew Rolston (en) – photographie

## Classements hebdomadaires
| Classement (1980–81)        | Meilleure position |
| --------------------------- | ------------------ |
| États-Unis (Top LPs & Tape) | 44                 |
| États-Unis (Top Soul LPs)   | 17                 |